# روي رايت (عالم وظائف الأعضاء)
روي رايت (بالإنجليزية: Douglas Wright)‏ هو عالم وظائف الأعضاء أسترالي، ولد في 7 أغسطس 1907، وتوفي في 28 فبراير 1990.